# Essener Bachchor
Der Essener Bachchor ist ein großer Oratorienchor im Ruhrgebiet. Die etwa 120 Sänger des Chores widmen sich in erster Linie der Aufführung großer geistlicher Werke, darüber hinaus werden auch A-cappella-Werke der Alten und Neuen Musik aufgeführt. Der Chor gibt Gastspiele im In- und Ausland und wirkt bei Platten- und Radioaufnahmen mit.

## Repertoire
Der Chor erarbeitet sich regelmäßig neue Oratorienliteratur, darunter Weihnachtsoratorium, Johannes- und Matthäuspassion, Magnificat und Himmelfahrtsoratorium von Johann Sebastian Bach, von Felix Mendelssohn Bartholdy Elias und Paulus, das Requiem von Wolfgang Amadeus Mozart, Der Messias sowie Saul von Georg Friedrich Händel, Messa da Requiem von Giuseppe Verdi, von Max Reger Der Einsiedler, Requiem und Der 100. Psalm sowie das War Requiem von Benjamin Britten und The Dream of Gerontius von Edward Elgar.
Ergänzt wird das Repertoire durch A-cappella-Literatur.

## Geschichte
Der Chor wurde 1894 von Gustav Beckmann als Evangelischer Kirchenchor Essen gegründet. Zum 25-jährigen Chorjubiläum 1919 benannte sich der Chor in Essener Bachverein um. Seit seiner Gründung war er der Chor der Kreuzeskirche. Nach ihrer Zerstörung im Zweiten Weltkrieg, seit 1951, ist der Chor an der Erlöserkirche beheimatet und nennt sich seit 1961 Essener Bachchor.

### Chorleiter
- Gustav Beckmann, 1894–1935

1865 in Bochum geboren, Gesangslehrer am Realgymnasium in Essen, 1894–1935 Leiter des Evangelischen Kirchenchores Essen-Altstadt, 1906 zum Königlichen Musikdirektor ernannt, Herausgeber mehrerer Chorliederbücher für Schulen.
- Walther Grau, bis Juli 1939

1939 zum Wehrdienst einberufen. Nach Rückkehr aus Krieg und Gefangenschaft Religionslehrer an Essener Berufsschulen und Kantor an der Johanneskirche in Essen-Bergerhausen.
- Paul Wenderoth, 1935–1938

1939 Einberufung zum Wehrdienst, 1944 in Frankreich gefallen.
- Edith Schormann, 1939–1943

Leiterin des Bachvereins bis Ende 1943. Wechselte nach der Beschädigung der Erlöserkirche nach Koblenz. Erste Musikdirektorin im Rheinland.
- Otto Helm, 1945–1951

1884 in Mettmann geboren, 1914 Studienrat am Realgymnasium Bredeney, Stipendiat der Stadt Essen für Musikstudien, 1927 zum Kirchenmusikdirektor ernannt, 1916–1945 Leiter des aus Männer- und Knabenstimmen gebildeten Pauluschores, 1945 zum neuen Leiter des Bachvereins bestellt, der den Pauluschor integrierte. 1951 in den Ruhestand versetzt, 1956 verstorben in Bonn.
- Gerhard Herwig, 1951–1978

1912 in Nikolai (Oberschlesien) geboren, Studium der Kirchenmusik in Breslau (A-Examen), Universitätsmusiklehrer in Erlangen, hauptamtlicher Kantor in Berlin, 1948 Stadtkantor in Rothenburg ob der Tauber, 1951–1978 Leiter des Essener Bachchores, 1958 zum Kirchenmusikdirektor ernannt, 1978 in den Ruhestand versetzt. Danach über viele Jahre Orgelkonzerte im In- und Ausland.
- Hans-Joachim Meyer-Pohrt, 1978–1992

1950 in Würzburg geboren, 1966–1974 Studium der Kirchenmusik, Musikpädagogik und Musikwissenschaft in Bayreuth, Heidelberg und Erlangen (A-Examen). 1974 Kantor an der Reformations-Gedächtnis-Kirche und Bezirkskantor des Kirchenkreises Nürnberg-Nord. Seit 1978 Kantor der Erlöserkirche Essen. Gründung des „ensemble pro musica antiqua essen“ sowie eines Motettenchores aus Mitgliedern des Bachchores. Zahlreiche Aufführungen mit dem Jugend- und Kinderchor. Komponist zahlreicher Liedsätze und Motetten. Gottesdienste mit Kantaten von Joh. Seb. Bach sowie in unterschiedlichen Besetzungen in der Reihe „Kirchenmusik im Gottesdienst“. Konzerte im In- und Ausland sowie Rundfunk-, Fernseh- und Schallplattenaufnahmen. Landesobmann der Kirchenmusiker im Rheinland. Zahlreiche Veröffentlichungen und Vorträge. Seit 1999 staatlich anerkannter Logopäde in eigener Praxis in Essen.
- Werner Lechte, 1992–1995

1944 in Recklinghausen geboren, 1963–1974 Studium der Kirchenmusik in Essen und Düsseldorf (A-Examen), 1975–1977 Gesangsstudium (Bass) in Hamburg, 1963–1977 Kantor in Essen-Rüttenscheid, Bottrop, Recklinghausen, 1977–1985 Leiter des Städtischen Chores, Recklinghausen, 1979–2006 Kantor an St. Maximilian, Düsseldorf, seit 1989 Dozent für Gesang und Dirigat an der Robert-Schumann-Hochschule Düsseldorf, zwischen 1992 und 1995 kommissarischer Leiter des Essener Bachchores, Auftritte als Solist im In- und Ausland. Er starb im Januar 2018.
- Stephan Peller, seit 1995

Nach seinem Kirchenmusikstudium und Kapellmeister-Examen an den Hochschulen in Essen und Utrecht (Niederlande) wurde Peller 1995 Kantor an der Erlöserkirche und Leiter des Essener Bachchores. Darüber hinaus nimmt er kammermusikalische Tätigkeiten und Verpflichtungen als Dirigent, Juror, Dozent und Repetitor (u. a. Theater in Bern, Gelsenkirchen, Freiburg) wahr.

## Konzertreisen (Auswahl)
- 1957: DDR (Magdeburg, Halberstadt, Tangerhütte, Stendal)
- 1963: Ost- und West-Berlin
- 1967: Frankreich (Lille, Paris), Aufführung h-Moll-Messe von J.S. Bach mit den Hamburger Symphonikern
- 1968: Frankreich (Lille), Aufführung Requiem von Mozart mit dem Orchestre Radio-symphonique De Lille
- 1970: Frankreich (Lille), Aufführung Ein Deutsches Requiem von Johannes Brahms mit dem Orchester des ORTF
- 1972: Dänemark (Kolding, Esbjerg, Aarhus)
- 1973: Belgien (Couvin, Chimay)
- 1975: Belgien (Chimay), Aufführung Die Schöpfung von Joseph Haydn mit dem Großen Symphonieorchester Radio Brüssel und der Sopranistin Agnes Giebel
- 1975: Frankreich (Paris), Aufführung Die Schöpfung beim „Festival de Paris“ mit gleichzeitiger Rundfunkaufnahme unter Leitung von Leonce Gras
- 1975: England, A-cappella-Konzerte in London (St. Paul’s Cathedral, St. Martin in the Fields) und Coventry (Versöhnungskathedrale)
- 1976: Israel (Jerusalem, Haifa, Tel Aviv) auf Einladung des Jerusalem Symphony Orchestra. A-cappella-Konzerte unter der Leitung von Lukas Foss.
- 1976: Griechenland (Athen, Piräus)
- 1980: Belgien (Chimay)

## Diskografie
- Essener Bachchor und Hans-Joachim Meyer-Pohrt (Dirigent): Geistliche Chormusik des 15. bis 16. Jahrhunderts. LP. Dabringhaus und Grimm, Detmold / EMI-Electrola ASD (Vertrieb), Köln [1983]. DNB 351363076
- Essener Bachchor und Gerhard Herwig (Dirigent): J.S. Bach, Berühmte Motetten. LP. DA Camera-Schallplattenedition / Sastruphon SM 007 025, Neckargemünd um 1970. Nachweis im Worldcat